# 菰属

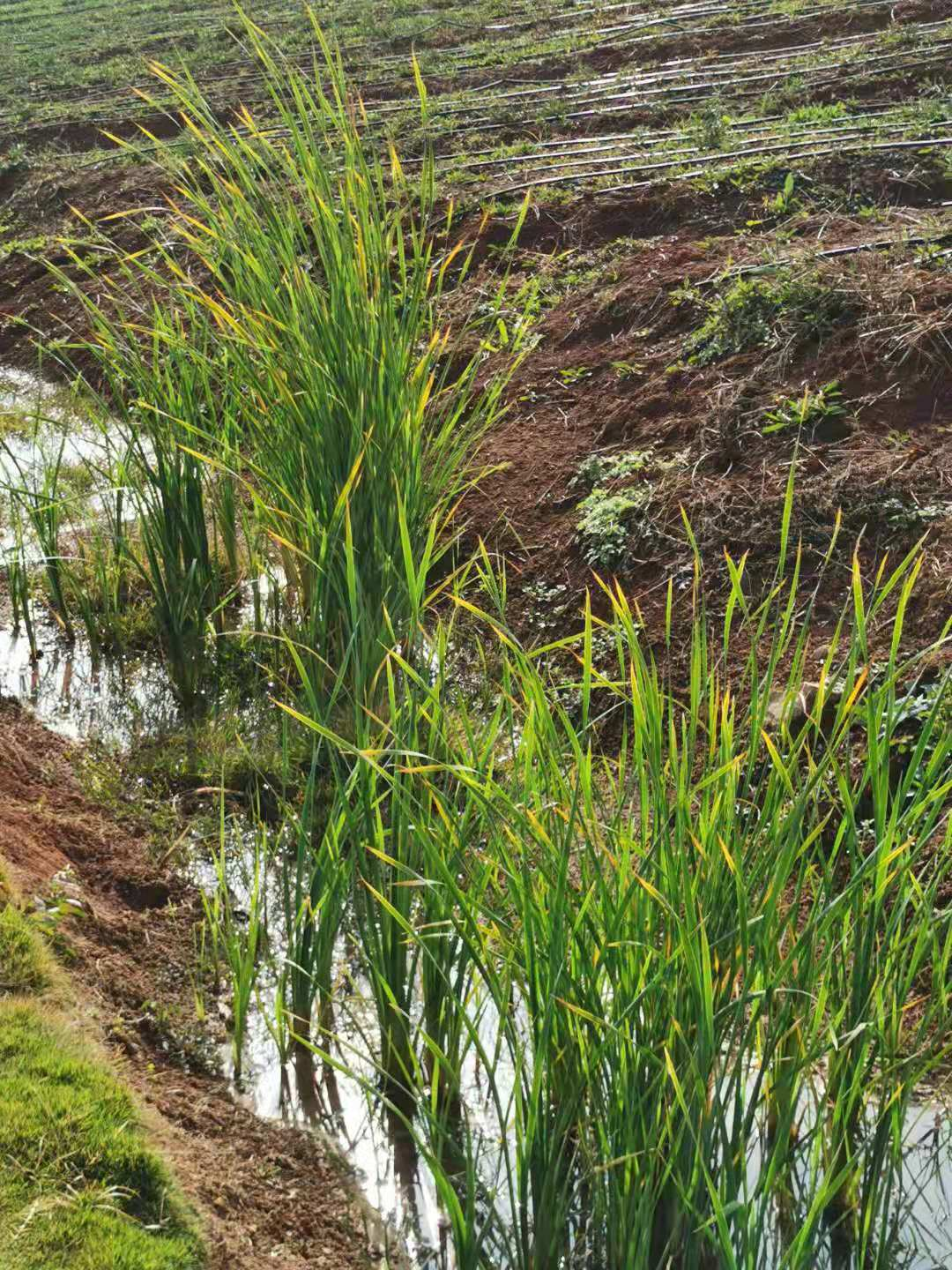

菰属是禾本科的一个属，共有4种，均为水生植物。其中亚洲只有一种，即菰，另外3种分布于北美洲。

## 分类
本属共有4个物种：
- 水生菰：一年生，分布于加拿大和美国中东部。
- 菰：多年生，主要产于东亚。
- 沼生菰：一年生，广泛分布于加拿大和美国。
- 德州菰：多年生，仅分布于美国德州的圣马可斯河（英语：San Marcos River）一带狭小区域，因栖息地丧失及环境污染问题而处于濒危状态。

## 用途

### 粮食

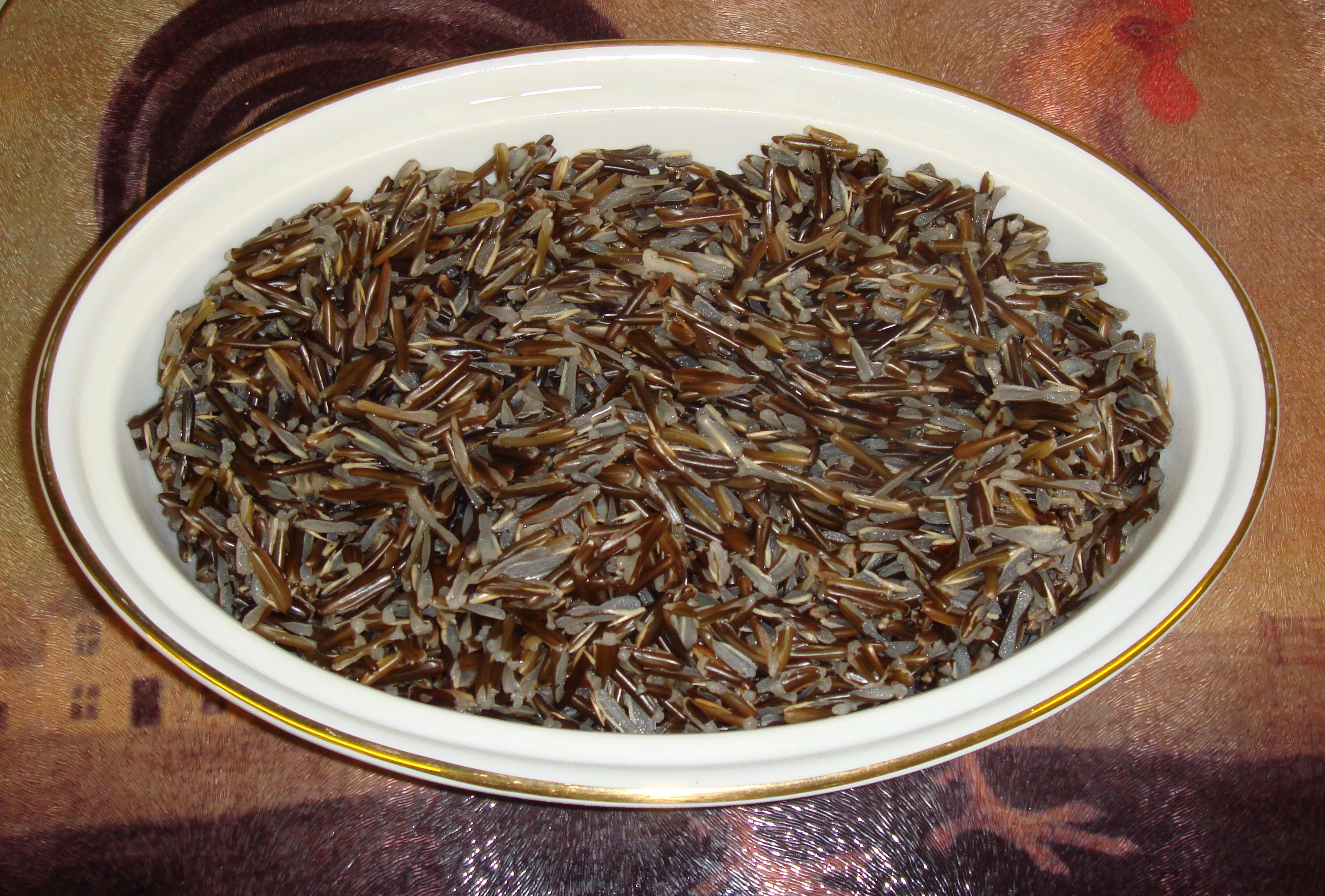
煮熟的菰米

东亚物种菰的颖果称为菰米、菰实、雕胡米，在古代中国为六谷之一。但如今栽培菰是为了获取茭白，而生产茭白的菰无法开花结实，因此现在菰米极少用于食用。
北美产的菰属植物（主要是沼生菰和水生菰）的颖果称为美洲菰米，俗称野米（英語：wild rice）。沼生菰的颖果俗称冰湖野米，食用价值比水生菰高。野米是印第安人的传统粮食，不精通植物学的学者常将其误译为“野生稻”，闹出北美印第安人采集野生稻米的乌龙。野生稻为原产亚洲的稻属植物，不可与原产北美的菰属野米混淆。